# Acid trance
Acid trance – nurt w muzyce trance blisko spokrewniony z goa trance, powstały na przełomie lat 80. i 90. Charakteryzuje go używanie kwaśnych dźwięków generowanych przez syntezator Roland TB-303.